# 남주혁
남주혁(1994년 2월 22일~)은 대한민국의 배우이자 모델이다.

## 상세
남주혁은 부산 출신으로, 16년간 부산에서 살았다. 어머니는 김진재 5선 국회의원의 대저택에서 일하는 메이드였다.  중학교 시절에 3년간 운동선수로 활동했고 모델쪽 제의를 받았다고 한다. 집안에서 제법 엄하게 자랐으며, 어머니에게 초달을 받기도 했다. 정강이뼈에 혹이 나 두 번의 수술을 받게 되면서 농구를 그만두었다. 20살 때 케이플러스가 후원하는 'Top Model 콘테스트'에서 대상을 받으며 케이플러스 전속모델로 계약하게 된다. 이후 연기학원에 들어갔고, 2013년 케이플러스 전속모델 소속으로 '2014 송지오 S/S 서울컬렉션'에서 전격 데뷔했다. 2014년 2월에는 케이플러스가 YG엔터테인먼트와 전략적 제휴 계약을 맺게 되면서 남주혁은 두 회사에 모두 소속하게 되었다. 그후, 2020년 3월, YG엔터테인먼트를 떠나, 매니지먼트 숲과 전속계약을 체결했다.
2014년 4월, 남주혁은 악동뮤지션의 데뷔 앨범의 노래 "200%"와 "Give Love" 뮤직 비디오에 출연하였다. 또한, 같은 해 8월부터 방송 된 tvN 드라마 《잉여공주》에서 빅 역할로 배우로 데뷔하였고, 2014년 7월 12일부터 2015년 4월까지 JTBC의 버라이어티 프로그램 《학교 다녀오겠습니다》에 고정 출연하며 얼굴을 알렸다.
남주혁은 2015년 4월부터 방영한 KBS2 하이틴 드라마《후아유: 학교 2015》에 한이안 역할로 첫 주연을 맡았다. 2016년에는 tvN 드라마 《치즈인더트랩》, SBS
드라마 《달의 연인 - 보보경심 려》와 예능 프로그램 《삼시세끼 고창 편》에 고정 출연하였다. 같은 해 그는 MBC 드라마 《역도요정 김복주》에 출연했다. 2023년 3월 20일에 육군 제32보병사단 군사경찰대로 복무했다.

## 출연 작품

### 드라마
| 연도 | 방송사                  | 제목               | 역할                      | 비고               |
| ---- | ----------------------- | ------------------ | ------------------------- | ------------------ |
| 2014 | tvN                     | 잉여공주           | 빅                        | 10부작             |
| 2015 | KBS2                    | 후아유 - 학교 2015 | 한이안                    | 16부작             |
| 2015 | MBC                     | 화려한 유혹        | 어린 진형우 (주상욱 아역) | 50부작             |
| 2016 | MBC                     | 화려한 유혹        | 어린 진형우 (주상욱 아역) | 50부작             |
| tvN  | 치즈인더트랩            | 권은택             | 16부작                    |                    |
| SBS  | 달의 연인 - 보보경심 려 | 13황자 왕백아      | 20부작 (사전 제작)        |                    |
| MBC  | 역도요정 김복주         | 정준형             | 16부작                    |                    |
| MBC  | 역도요정 김복주         | 정준형             | 16부작                    | 2017               |
| tvN  | 하백의 신부 2017        | 하백               | 16부작                    |                    |
| 2019 | JTBC                    | 눈이 부시게        | 이준하                    | 12부작 (사전 제작) |
| 2020 | 넷플릭스                | 보건교사 안은영    | 홍인표                    | 6부작              |
| 2020 | tvN                     | 스타트업           | 남도산                    | 16부작             |
| 2022 | tvN                     | 스물다섯 스물하나  | 백이진                    | 16부작             |
| 2023 | 디즈니+                 | 비질란테           | 김지용                    | 8부작              |
| TBA  | tvN                     | HERE               | TBA                       |                    |

### 영화
| 연도 | 제목   | 역할 | 감독   | 비고 |
| ---- | ------ | ---- | ------ | ---- |
| 2018 | 안시성 | 사물 | 김광식 |      |
| 2020 | 조제   | 영석 | 김종관 |      |
| 2022 | 리멤버 | 인규 | 이일형 |      |

## 그 밖의 활동

### 뮤직 비디오
| 연도 | 가수       | 곡명         | 비고 |
| ---- | ---------- | ------------ | ---- |
| 2014 | 악동뮤지션 | 200%         |      |
| 2014 | 악동뮤지션 | Give Love    |      |
| 2015 | 강남       | CHOCOLATE    |      |
| 2018 | 1415       | 흰 눈이 오면 |      |

### 텔레비전 프로그램
| 연도        | 방송사   | 제목                       | 역할      | 비고                                                                                    |
| ----------- | -------- | -------------------------- | --------- | --------------------------------------------------------------------------------------- |
| 2014 ~ 2015 | JTBC     | 학교 다녀오겠습니다        | 고정 출연 | 중간 하차, 1~39회 (2014년 7월 12일~2015년 4월 7일)                                      |
| 2014        | tvN      | SNL 코리아                 | 게스트    | 90회                                                                                    |
| 2014        | 올리브   | 테이스티로드 시즌5         | 게스트    | 장기용과 출연                                                                           |
| 2014        | 올리브   | 테이스티로드 시즌5         | 게스트    | 주우재와 출연                                                                           |
| 2015        | 온스타일 | 남주혁과 효영의 뷰티블로그 | 고정 출연 |                                                                                         |
| 2015        | SBS      | 일요일이 좋다 - 런닝맨     | 게스트    | 꽃미남 탐구 생활 편 230회 (2015년 1월 18일)                                             |
| 2016        | MBig TV  | 꽃미남 브로맨스            | 고정 출연 | 시즌 4, 지수와 출연                                                                     |
| 2016        | tvN      | 삼시세끼 고창 편           | 고정 출연 | 1~12회, (2016년 7월 1일~9월 16일) 차승원, 유해진, 손호준과 출연                         |
| 2016        | tvN      | 내 귀에 캔디               | 우정 출연 | 지수 편                                                                                 |
| 2017        | MBC      | 무한도전                   | 게스트    | 541회, 3점 커리 형제 특집 (2017년 5월 6일), 서장훈, 배정남과 출연                       |
| 2018        | MBC      | 황금어장 라디오스타        | 게스트    | 582~583회, 갑옷을 벗고~ 특집 (2018년 9월 12일, 9월 19일), 조인성, 배성우, 박병은과 출연 |
| 2019        | tvN      | 커피프렌즈                 | 게스트    | 7회~10회                                                                                |
| 2019        | tvN      | 삼시세끼 - 산촌편          | 게스트    | 6회~8회                                                                                 |
| 2020        | KBS2     | 연중 라이브                | 게스트    | 11회                                                                                    |
| 2020        | MBC      | 전지적 참견시점            | 게스트    |                                                                                         |
| 2021        | tvN      | 어쩌다 사장                | 알바생    | ??회                                                                                    |

### 광고
| 연도        | 기업명                        | 제품명                                            | 종류                     | 공동 출연                 |
| ----------- | ----------------------------- | ------------------------------------------------- | ------------------------ | ------------------------- |
| 2014        | 아모레퍼시픽 (주)에뛰드       | 에뛰드 하우스 - 위시립스-톡 편                    | 화장품                   | 크리스탈                  |
| 2014        | SBS, 포카리스웨트             | 블루로드 캠페인                                   | 공익광고                 |                           |
| 2014        | 현대그룹                      | 현대아울렛                                        | 패션쇼핑몰               | 유지안                    |
| 2014        | 크리스패션                    | 잭앤질 S/S, F/W 캠페인 화보                       | 의류                     |                           |
| 2014        | (주)ABC마트 코리아            | ABC 마트 - 연말총결산세일 편                      | 슈즈 멀티샵              | 강남                      |
| 2015        | (주)네파                      | 네파 S/S 캠페인                                   | 아웃도어                 | 아이콘                    |
| 2015        | 신성통상                      | 폴햄                                              | 캐주얼 의류              | 이성경                    |
| 2015 ~ 2016 | (주)쏘카                      | 쏘카(SOCAR)                                       | 자동차 공유 서비스 기업  | 이성경                    |
| 2015 ~ 2016 | 소희통상                      | 드페이                                            | 가방                     | 황소희                    |
| 2016        | (주)KB국민카드                | KB청춘대로카드                                    | 신용카드                 | 김태리                    |
| 2016        | 농심                          | 보글보글부대찌개면×삼시세끼 고창 편 (풋티지 광고) | 식품                     | 손호준                    |
| 2016        | 씨제이올리브네트웍스 주식회사 | 올리브영 걸스에듀케이션 캠페인                    | 헬스&뷰티 스토어         |                           |
| 2016        | (주)아웃백스테이크하우스      | 아웃백스테이크하우스                              | 패밀리 레스토랑          | 김태리, 한승수            |
| 2016 ~ 2017 | (주)더휴컴퍼니                | UGIZ                                              | 캐쥬얼 의류              |                           |
| 2016 ~ 2017 | (주)지엔코                    | 티아이 포맨                                       | 남성정장                 |                           |
| 2016 ~ 2017 | 데상트 코리아                 | 르꼬끄 스포르티브                                 | 스포츠웨어               |                           |
| 2016 ~ 2017 | CJ제일제당                    | 헛개수                                            | 숙취음료                 | 이성경                    |
| 2016 ~ 2017 | 아베다 코리아                 | 아베다                                            | 라이프스타일 뷰티 브랜드 |                           |
| 2017        | KB국민은행                    | KB일코노미 청춘 패키지                            | 금융                     | 김도연                    |
| 2017 ~ 2019 | penshoppe                     | penshoppe                                         | 필리핀 의류 브랜드       | 지면화보                  |
| 2018        | 농심                          | 새우깡                                            | 제과                     |                           |
| 2018 ~ 2019 | (주)레몬트리커먼스            | 클라이드앤                                        | 의류                     | 지면화보, 현아            |
| 2018 ~ 2019 | 컬럼비아스포츠코리아          | 컬럼비아                                          | 아웃도어                 |                           |
| 2019        | blank.corp.                   | 블랙몬스터                                        | 화장품                   |                           |
| 2019        | 이클립스 코리아               | 이클립스 민트                                     | 제과                     | 대만, 홍콩, 한국 동시모델 |
| 2019        | PARADISE CITY                 | 파라다이스시티                                    | 호텔리조트               | 블랙핑크                  |
| 2019        | 하이네켄 코리아               | 하이네켄                                          | 주류                     |                           |
| 2019        | Chopard                       | 쇼파드 퍼퓸 해피 쇼파드라인                       | 향수                     | 지면화보                  |
| 2019 ~ 2020 | CJ푸드빌                      | 투썸플레이스                                      | 커피·카페 프렌차이즈     |                           |
| 2020        | 쌤소나이트 코리아             | 쌤소나이트 레드                                   | 가방                     | 지면화보                  |
| 2020        | (주)일룸                      | 데스커                                            | 책상·가구                |                           |

## 수상 및 후보
| 연도 | 시상식                                 | 부문                           | 작품               | 결과 |
| ---- | -------------------------------------- | ------------------------------ | ------------------ | ---- |
| 2014 | 제3회 CFDK 어워즈                      | 올해의 패션모델상 남자모델부문 | 빈칸               | 수상 |
| 2015 | 제4회 에이판 스타 어워즈               | 남자 신인상                    | 후아유 - 학교 2015 | 수상 |
| 2015 | KBS 연기대상                           | 남자 신인연기상                | 후아유 - 학교 2015 | 후보 |
| 2015 | KBS 연기대상                           | 남자 인기상                    | 후아유 - 학교 2015 | 수상 |
| 2015 | KoreanUpdates Awards 2015              | 베스트 커플상(with 김소현)     | 후아유 - 학교 2015 | 후보 |
| 2016 | 제11회 숨피 어워즈                     | 라이징 스타상                  | 화려한 유혹        | 수상 |
| 2016 | 제8회 InStyle 스타 아이콘              | 스타일 아이콘                  | 빈칸               | 수상 |
| 2016 | MBC 연기대상                           | 남자 신인상                    | 역도요정 김복주    | 수상 |
| 2016 | MBC 연기대상                           | 베스트 커플상(with 이성경)     | 역도요정 김복주    | 후보 |
| 2016 | MBC 연기대상                           | 미니시리즈부문 남자 우수연기상 | 역도요정 김복주    | 후보 |
| 2017 | 제10회 코리아 드라마 어워즈            | 남자 신인상                    | 역도요정 김복주    | 후보 |
| 2017 | 제5회 드라마피버 어워즈                | 라이징 스타상                  | 치즈인더트랩       | 수상 |
| 2018 | 제13회 숨피 어워즈                     | 베스트 키스상(with 신세경)     | 하백의 신부 2017   | 후보 |
| 2018 | 제13회 숨피 어워즈                     | 베스트 커플상(with 신세경)     | 하백의 신부 2017   | 후보 |
| 2018 | 제6회 BIFF 마리끌레르 아시아스타어워즈 | 라이징 스타상                  | 안시성             | 수상 |
| 2018 | 제38회 한국영화평론가협회상            | 신인남우상                     | 안시성             | 수상 |
| 2018 | 제2회 더 서울어워즈                    | 영화부문 남우신인상            | 안시성             | 수상 |
| 2018 | 제39회 청룡영화상                      | 신인남우상                     | 안시성             | 수상 |
| 2019 | 제10회 올해의 영화상                   | 신인남우상                     | 안시성             | 수상 |
| 2019 | 제55회 백상예술대상                    | 영화부문 남자 신인연기상       | 안시성             | 후보 |
| 2019 | 제24회 춘사영화상                      | 신인남우상                     | 안시성             | 후보 |
| 2019 | 제28회 부일영화상                      | 신인 남자연기상                | 안시성             | 후보 |
| 2019 | 제28회 부일영화상                      | 남자 인기스타상                | 안시성             | 후보 |
| 2021 | 제7회 아시아태평양 스타 어워즈         | 아이돌챔프 남자 인기상         | 빈칸               | 후보 |
| 2022 | 제20회 디렉터스 컷 어워즈              | 올해의 새로운 남자 배우상      | 조제               | 후보 |

## 기타
- 박병은과 친분이 있다.